# Gesamtministerium
Gesamtministerium war im 19. Jahrhundert und bis in die Zeit der Weimarer Republik in einigen deutschen Staaten die Bezeichnung für die Regierung. Mit der in der Zeit des Liberalismus aufgekommenen Bezeichnung steht die Idee von der kollektiven Verantwortlichkeit der Regierung in der konstitutionellen Monarchie gegenüber dem Fürsten und dem Parlament im Zusammenhang.
Gesamtministerien hießen die Regierungen im Königreich Sachsen, im Großherzogtum Hessen, im Königreich Hannover und bis 1867 im Kaisertum Österreich. Der Regierungschef war der Vorsitzende des Gesamtministeriums. Er wurde nach Inkrafttreten der republikanischen Verfassungen 1919/20 in Hessen Staatspräsident, in Bayern und Sachsen Ministerpräsident genannt.
In Sachsen kam der Vorsitz im Gesamtministerium dem König zu, der diese Funktion in der Regel auch wahrnahm. Dennoch wurde – trotz des Fehlens einer einschlägigen Verfassungsvorschrift – stets auch ein Minister mit dem Vorsitz beauftragt. Er hatte also formal nicht die Stellung eines Ministerpräsidenten, war aber oft (nicht immer!) der maßgebende Kopf des Kabinetts.
Bis 1918 leitete der Vorsitzende des Gesamtministeriums auch eines der Fachressorts (Ministerien).

## Deutschland (Beispiele)

### 1. Sächsische Verfassung von 1831
In der Verfassung des Königreichs Sachsen heißt es im § 41:

„Es bestehen die Ministerial-Departements der Justiz, der Finanzen, des Innern, des Krieges, des Cultus und der auswärtigen Angelegenheiten, deren Vorstände den Ständen verantwortlich sind.
Diese Vorstände bilden das Gesamt-Ministerium, als die oberste collegiale Staatsbehörde.“

Die Gesamtministerien des Königreiches Sachsen und ersten Freistaats Sachsen sind im Folgenden unter Königreich Sachsen sowie Freistaat Sachsen (1918–1933) aufgelistet:

### 2. Hessische Verfassung von 1919
Art. 37. der Verfassung des Volksstaates Hessen besagt:

„Die Staatsleitung liegt in den Händen des Gesamtministeriums. 
Sein Vorsitzender ist der Ministerpräsident mit der Amtsbezeichnung Staatspräsident. … Er beruft die Mitglieder des Gesamtministeriums und aus deren Zahl seinen Stellvertreter; die Berufung bedarf der Bestätigung durch den Landtag. … Die Zahl der Mitglieder des Gesamtministeriums wird durch den Landtag bestimmt.“

## Österreich
Gesamtministerium war nach dem österreichisch-ungarischen Ausgleich von 1867 der amtliche Name der k. k. Ministerien in ihrer Gesamtheit (siehe k.k. Ministerium für die im Reichsrat vertretenen Königreiche und Länder), also der Regierung Cisleithaniens. Der Ministerrat für Gemeinsame Angelegenheiten der Österreichisch-Ungarischen Monarchie wurde hingegen als Gemeinsames Ministerium bezeichnet. Vorsitzender des Gesamtministeriums war der vom Kaiser nach eigenem Ermessen berufene k. k. Ministerpräsident. Die Mitglieder des Gesamtministeriums wurden vom Kaiser auf Vorschlag des Ministerpräsidenten berufen. Die letzte kaiserliche Regierung war das Ministerium Lammasch, dessen Funktion wie die des Kaisers am 11. November 1918 endete.

## Belege
1. ↑  http://www.documentarchiv.de/nzjh/verfsachsen.html